# Philippe-François Véras
Philippe-François Véras, (v. 1690 - 1742), est un compositeur, organiste et claveciniste français actif à Lille vers 1740.
On ne connaît pas d'autre détail sur sa vie que le fait qu'il fut organiste de l'église Saint-Maurice à Lille, et qu'il publia à Paris un recueil de pièces pour le clavecin en 1740. Ces pièces sont organisées en « ordres » à l'exemple de François Couperin avant lui ; elles sont influencées par les styles français surtout et italien (La Volliante dans le goût italien).

## Pièces de Clavecin - Premier Livre(1740)
- Premier ordre en sol 
  - Badines 1 & 2
  - Les Brunnes - Les Brunais
  - La Volliante dans le goût italien
  - Les Bergères 1e & 2e partie
  - Tambourins 1 & 2
  - 1er Menuet (Tambourin 3)
  - 2e Menuet (Tambourin 4)
- Deuxième ordre en ut 
  - La Divertissante
  - Le Cocquelet
  - La Duchesse
  - La Galante
  - Sarabande
  - Tambourins 1 & 2
- Troisième ordre en la
  - Le Rédiculle
  - La Fidèle
  - La Légère
  - Tambourins 1 & 2
  - La Belle
  - Les Sauvages: Menuets 1 & 2
- Quatrième Ordre en ré 
  - La Riante, rondeau
  - La Milordine
  - Rigaudon 1 & 2
  - La Belle Idée, rondeau
  - La Ginguette

## Partitions
- « Véras, Philippe François » (partitions libres de droits), sur l'IMSLP

## Exemples sonores
- YouTube ; 3e Ordre, David Bolton, clavecin